# Skovbakkeskolen
Skovbakkeskolen er en folkeskole i Odder Kommune, som underviser børn og unge fra børnehaveklassen til og med 9. klasse. Skolen underviser ca. 660 elever (2006) og bliver ledet af Jette Nauntofte. Skolen har også en tandpleje, som samarbejder med Parkvejens Skole.
Skolen blev bygget i 1956 og udvidet samt renoveret i 2002.